# Teatro comunale Laura Betti
Il Teatro comunale Laura Betti, fino al 2015 chiamato teatro comunale Alfredo Testoni, è un teatro situato a Casalecchio di Reno, nella città metropolitana di Bologna.

## Storia
L'edificio nacque come casa del Fascio e inizialmente doveva contenere soltanto una sala riunioni completa di galleria. Ma, come si legge in un documento conservato presso l'archivio storico di Casalecchio, la mancanza di un locale adeguato per riunioni, conferenze, spettacoli, lamentato all'epoca dall'opinione pubblica, portò il comitato promotore ad avviare i lavori nella forma più grandiosa e completa.
Il progetto, di cui si conserva ancora copia presso l'archivio storico, risale al 1921-1926 ed è firmato dall'ingegnere Carlo Tornelli di Bologna. Dalla pianta originale dell'edificio progettato è evidente che il teatro fu da subito previsto, in quanto è ben leggibile nelle sue parti essenziali.
La costruzione fu avviata nel 1927 e condotta con evidente premura, poiché una perizia redatta nell'agosto di quell'anno fornisce la descrizione di un impianto quasi completato. Nel corpo centrale fu inserito il teatro a pianta rettangolare con vestibolo d'ingresso, che comprendeva: al pianterreno, un vasto palcoscenico, lo spazio per l'orchestra con incavo a golfo mistico ed un'ampia platea, mentre al piano superiore erano poste una galleria centrale ad anfiteatro e due corpi laterali a balconata per i palchi, in tutto, il teatro avrebbe potuto contenere fino a 1200 spettatori. Nelle ali posteriori erano situati i locali destinati a camerini e uffici amministrativi. Il resto dell'intero edificio avrebbe potuto ospitare la "casa del Fascio", un albergo diurno, biblioteca e buffet. A causa dell'onere di spesa assai elevato, la fabbrica fu ceduta al Comune di Casalecchio, il quale avrebbe potuto portare a termine le necessarie opere di rifinitura e aprirlo al pubblico, per 460.000 lire, di cui 400.000 per l'immobile e 60.000 per gli arredi. Le trattative si conclusero definitivamente il 2 dicembre 1930 quando fu stipulato il rogito d'acquisto presso il notaio U. Rimini.
Dell'assetto originario della sala si conservano presso l'archivio comunale di Casalecchio di Reno, tre belle foto storiche in cui sono visibili, tra l'altro, i sobri decori in stucco in tipico stile anni 1920, che la ornavano, mentre sull'arcoscenico era posta la scritta XXVIII ottobre anno V: è possibile si tratti della data di inaugurazione, in quanto il questore di Bologna aveva appunto concesso il permesso di aprire il teatro al pubblico fin dal 15 ottobre 1930, mentre altrove si afferma che il teatro fu inaugurato nel 1931, dopo la morte di Alfredo Testoni.
Il teatro, utilizzabile anche come cinema, fu concesso in gestione ad un privato fin dal 1930, limitatamente a quattro sere la settimana (martedì, giovedì, sabato e domenica), mentre nei restanti giorni la sala era a disposizione del Comune per riunioni, conferenze, feste e spettacoli di beneficenza. Da allora la gestione di questo teatro è stata data sempre a privati, almeno fino al 1967, quando improrogabili lavori di ammodernamento ne hanno imposto la chiusura.
Alcune opere di risistemazione erano state effettuate già nell'immediato dopoguerra, poi nel 1963 l'ufficio tecnico comunale rilevò che il teatro era in cattivo stato di manutenzione, pertanto era necessario procedere ad un'opera di risistemazione che si prevedeva assai costosa. Il progetto di restauro-ristrutturazione interna fu affidato all'architetto Adriano Marabini, quattro anni dopo l'attività del cinema-teatro è sospesa per consentire l'esecuzione dei lavori. 
L'ultimo restauro del Teatro fu eseguito nel 1987-1988, seguito dallo studio Architetti Riuniti (Maurizio Tagliavini, Gabriella Zaccanti e Gilberto Caniv). 
L'attività, assai vivace e diversificata, fu ripresa nel 1989 ed è stata gestita fino al 2005, mediante convenzione con il Comune da Teatro Evento, successivamente (e attualmente) dalla fondazione Emilia Romagna Teatro (ERT). Nel corso della gestione di Teatro Evento nel ridotto di questo teatro, a partire dalla stagione 1998-99 sono state realizzate numerose iniziative espositive d'arte contemporanea con l'intento di dare vita ad una trama trasversale di temi e proposte culturali, creando opportunità di riflessione e approfondimento interdisciplinare, sostenendo al tempo stesso artisti e progetti di qualità, vivificando il dibattito sulla contemporaneità e dando modo al pubblico di conoscere linguaggi ed espressioni artistiche diversificate. Con l'attuale gestione la proposta sul contemporaneo è incentrata sulla scena.
Precedentemente intitolato alla memoria del commediografo bolognese Alfredo Testoni, nel 2015 il teatro comunale è stato dedicato all'attrice casalecchiese Laura Betti (1927-2004), grande amica del regista Pier Paolo Pasolini di cui ricorreva il quarantennale della morte.

## Architettura
Il teatro, situato in una delle zone più centrali del paese, ha conservato solo esternamente l'aspetto originario risalente agli anni Venti. Si tratta di una solida costruzione, nell'insieme armonica e gradevole (che i recenti lavori di restauro hanno completamente recuperato). Di ampia metratura, è costituita da un corpo centrale assai elevato con fascia di coronamento e timpano centrale, le due appendici laterali più basse presentano un'ampia terrazza sovrastante.
La sala, attualmente, presenta un aspetto moderno e funzionale, non conserva tracce dell'assetto originale, che è andato perduto nel corso delle ristrutturazioni.